# 阿布舍克·埃爾加
阿布舍克·埃爾加（英語：Abhishek Yelegar，1994年6月20日—），印度男子羽毛球運動員。

## 簡歷
2016年12月，阿迪亞·喬希出戰孟加拉羽毛球國際挑戰賽男子單打項目，在決賽中以2比0的成績（21-17、21-17）擊敗隊友斯瑞亚斯·贾斯瓦，奪得個人生涯中首個冠軍。

## 主要比賽成績
| 年份   | 賽事                   | 公開賽級別 | 項目     | 成績   |
| ------ | ---------------------- | ---------- | -------- | ------ |
| 2016年 | 孟加拉羽毛球國際挑戰賽 | 國際挑戰賽 | 男子單打 | 冠軍   |
| 2016年 | 尼泊爾羽毛球國際系列賽 | 國際系列賽 | 男子單打 | 冠軍   |
| 2017年 | 印度羽毛球國際系列賽   | 國際系列賽 | 男子單打 | 準決賽 |
| 2017年 | 印度羽毛球國際挑戰賽   | 國際挑戰賽 | 男子單打 | 準決賽 |
| 2022年 | 印度羽毛球國際挑戰賽   | 國際挑戰賽 | 男子單打 | 準決賽 |

| 2007-2017年 | 首要超級賽 | 超級賽 | 黃金大獎賽 | 大獎賽 | 國際挑戰賽 | 國際系列賽 | 未來系列賽 | 其他 |

| 2018-2026年 | 總決賽 | 超級1000賽 | 超級750賽 | 超級500賽 | 超級300賽 | 超級100賽 | 國際挑戰賽 | 國際系列賽 | 未來系列賽 | 其他 |